# Kościół Zmartwychwstania Pańskiego w Horodle
Kościół Zmartwychwstania Pańskiego – polskokatolicki kościół parafialny należący do dekanatu zamojskiego diecezji warszawskiej.
Jest to drewniana świątynia wzniesiona w 1933 roku. Posiada konstrukcję wieńcową. kościół jest nieorientowany. Do jego budowy użyto drewna sosnowego. Jego prezbiterium jest zmniejszone w stosunku do nawy i zamknięte jest trójbocznie, z boku jest umieszczona zakrystia. Od frontu nawy znajduje się kruchta. Świątynię nakrywa dach dwukalenicowy pokryty blachą, umieszczona jest na nim sześciokąta wieżyczka na sygnaturkę. Wieńczy ją hełm blaszany z latarnią. Wnętrze nakryte jest stopem o trapezowym przekroju podpartym sześcioma filarami. Chór muzyczny jest nadwieszony parapetem ze ściętymi bocznymi odcinkami.